# Clackmannanshire
Clackmannanshire (en gaèlic escocès: Siorrachd Chlach Mhannainn) és un dels 32 consells en què està dividida administrativament Escòcia. Limita amb els consells unitaris de Perth i Kinross, Stirling i Fife. La capital administrativa és Alloa. És el consell menys poblat d'Escòcia, exceptuant els consells insulars.

## Història
Històricament va ser un dels comtats d'Escòcia, sent el més petit d'ells, de manera que sovint era anomenat The wee county, el comtat petit. Entre 1975 i 1996 va ser un dels districtes de la regió d'Escòcia central juntament amb Stirling i Falkirk. El 1996 va ser reconstituït l'antic comtat com un dels nous consells unitaris d'Escòcia.

## Política

### Resultats al referèndum sobre la independència d'Escòcia de 2014
Els resultats al referèndum sobre la independència d'Escòcia de 2014 al comtat de Clackmannanshire van ser de 16.350 vots a favor del si a la independència i de 19.036 vots en contra i de 24 vols nuls.